# Dumb Ways to Die
Dumb Ways to Die (en español, «Formas tоntаs de morir») es una campaña publicitaria desarrollada por la agencia McCann Melbourne para Metro Trains, responsables de la red de transporte ferroviario de Melbourne (Australia).
Su objetivo era promover la seguridad cerca de las vías de tren. Aunque solo estaba dirigida a Melbourne, se convirtió en un éxito viral mundial gracias a su video musical, con casi 234 millones de visionados en YouTube, y su uso de otras plataformas.
En 2013 se convirtió en la campaña publicitaria más premiada en la historia del Festival de la Creatividad de Cannes. Además de cinco máximos galardones (Grand Prix), entre ellos el de mejor anuncio del año, recibió 18 Leones de Oro, tres Leones de Plata y dos Leones de Bronce en distintas categorías.

## Detalles de la campaña
La campaña se puso en marcha en noviembre de 2012 y apareció en periódicos, radio, publicidad exterior, estaciones de metro y Tumblr. John Mescall, director ejecutivo creativo de McCann, señaló que el objetivo era «captar a un público que no está interesado en las campañas de seguridad», con atención especial a internet. La agencia calculó que se había generado, a las dos semanas de su puesta en marcha, un valor mediático cercano a los 50 millones de dólares y más de 700 artículos en los medios de comunicación «por el coste de un anuncio de televisión». Y según los datos de Metro Trains, empresa responsable de la red de transportes, contribuyó a una reducción de los accidentes potenciales en un 30%.
Dumb Ways to Die obtuvo repercusión internacional a través de su video musical acompañado de una animación. Subido a YouTube el 14 de noviembre y publicado dos días más tarde, se vale del humor negro para reflejar «una serie de adorables personajes que se matan de las formas más estúpidas posibles» y termina con tres personajes que mueren por no respetar las normas de seguridad ferroviaria. Sus autores son Pat Baron (dirección), Julian Frost (animación) y Cinnamon Darvall y Mark Bradley (producción). En sus dos primeros días obtuvo 2,5 millones de visitas, y dos semanas después la cifra se disparó a 28 millones, convirtiéndose en un video viral con múltiples versiones y parodias.
La canción que acompaña al video fue escrita por John Mescall, con música y producción de Ollie McGill (líder de la banda australiana The Cat Empire) e interpretación de Emily Lubitz, vocalista de Tinpan Orange.
Además se lanzaron otros contenidos como cuatro videojuegos gratuitos para móviles y tabletas, disponibles en dispositivos iOS y Android.